# Campeonato Potiguar de Futebol de 2019 - Segunda Divisão
O Campeonato Potiguar de Futebol - Segunda Divisão 2019 foi a 21ª edição do campeonato estadual de futebol da 2ª divisão do Rio Grande do Norte.

## Regulamento
O Campeonato Estadual de Futebol Profissional da 2ª Divisão 2019 será disputado em 03 (três) fases: classificatória, semifinal e final.
Na primeira fase – classificatória - os Clubes jogarão entre si, dentro do próprio grupo, no sistema de ida e volta, classificando-se os 02 (dois) primeiros para a fase semifinal.
A segunda fase – semifinal – os confrontos serão formados da seguinte forma: ida - 2º do grupo 1 X 1º do grupo 2 – 2º do grupo 2 X 1º do grupo 1. Volta - 1º do grupo 1 X 2º do grupo 2 – 1º do grupo 2 X 2º do grupo 1, passando para a fase final a equipe que somar maior número de pontos neste confronto. Como critério de desempate será observado o saldo de gols, considerando apenas os jogos disputados nesta fase. Caso aconteça dois empates ou dois resultados com a mesma diferença de gols, a classificação será definida através de cobranças de tiros livre da marca do pênalti, de acordo com o que determina a Internacional Board.
A terceira fase – final – será formada pelas equipes vencedoras da fase semifinal, com decisão em partida única e mando de campo da FNF. Caso o jogo
termine empatado, serão realizadas cobranças de tiros livre da marca do pênalti, de acordo com o que determina a Internacional Board.

### Critérios de desempate
Em caso de empate entre duas ou mais equipes no número de pontos ganhos, foram aplicados os seguintes critérios de desempate, na seguinte ordem:
| Entre duas equipes: - Maior número de vitórias; - Confronto direto; - Maior saldo de gols; - Maior número de gols marcados; - Menor número de gols sofridos; - Menor número de cartões vermelhos; - Menor número de cartões amarelos; - Sorteio. | Entre três ou mais equipes: - Saldo de gols nos jogos realizados nos confrontos, entre as equipes empatadas; - Maior número de vitórias em toda competição; - Maior saldo de gols durante toda competição; - Maior número de gols marcados durante toda competição; - Menor número de gols sofridos durante toda competição; - Menor número de cartões vermelhos em todo campeonato; - Menor número de cartões amarelos em todo campeonato; - Sorteio |

## Participantes
| Equipe           | Cidade     | Em 2018                    | Estádio               | Capacidade   | Títulos        |
| Alecrim          | Natal      | 2º (Segunda Divisão)       | Frasqueirão           | 15 082       | 0 (não possui) |
| Atlético Potengi | Natal      | Não participou             | Nazarenão             | 7 000        | 0 (não possui) |
| Centenário       | Parelhas   | Não participou             | Marizão               | 7 000        | 0 (não possui) |
| Força e Luz      | Natal      | 8º (Primeira Divisão 2019) | Frasqueirão Nazarenão | 15 082 7 000 | 0 (não possui) |
| Parnamirim       | Parnamirim | Não participou             | Frasqueirão           | 15 082       | 0 (não possui) |
| Visão Celeste    | Parnamirim | 4º (Segunda divisão)       | Nazarenão             | 7 000        | 0 (não possui) |

## Primeira Fase

### Grupo 1
| Classificação | Classificação          | Classificação | Classificação | Classificação | Classificação | Classificação | Classificação | Classificação | Classificação | Classificação | Classificação |
| Pos           | Times                  | Pts           | J             | V             | E             | D             | GP            | GC            | SG            | %             |               |
| ------------- | ---------------------- | ------------- | ------------- | ------------- | ------------- | ------------- | ------------- | ------------- | ------------- | ------------- | ------------- |
| 1             | Alecrim                | 12            | 4             | 4             | 0             | 0             | 13            | 2             | +11           | 100           |               |
| 2             | Centenário de Parelhas | 6             | 4             | 2             | 0             | 2             | 6             | 4             | +2            | 50.0          |               |
| 3             | Futebol Parnamirim     | 0             | 4             | 0             | 0             | 4             | 1             | 14            | -13           | 0.0           |               |

| Alecrim                | —   | 3–1 | 3–1 |
| Centenário de Parelhas | 0–1 | —   | 2–0 |
| Futebol Parnamirim     | 0–6 | 0–3 | —   |

|  |            |
|  | Semifinais |

|  |                      |
|  | Vitória do mandante  |
|  | Vitória do visitante |
|  | Empate               |

### Grupo 2
| Classificação | Classificação    | Classificação | Classificação | Classificação | Classificação | Classificação | Classificação | Classificação | Classificação | Classificação | Classificação |
| Pos           | Times            | Pts           | J             | V             | E             | D             | GP            | GC            | SG            | %             |               |
| ------------- | ---------------- | ------------- | ------------- | ------------- | ------------- | ------------- | ------------- | ------------- | ------------- | ------------- | ------------- |
| 1             | Força e Luz      | 10            | 4             | 3             | 1             | 0             | 11            | 1             | +10           | 83.3          |               |
| 2             | Atlético Potengi | 6             | 4             | 2             | 0             | 2             | 6             | 7             | -1            | 50.0          |               |
| 3             | Visão Celeste    | 1             | 4             | 0             | 1             | 3             | 1             | 10            | -9            | 8.3           |               |

| Atlético Potengi | —   | 0–4 | 1–0 |
| Força e Luz      | 3–0 | —   | 3–0 |
| Visão Celeste    | 0–5 | 1–1 | —   |

|  |            |
|  | Semifinais |

|  |                      |
|  | Vitória do mandante  |
|  | Vitória do visitante |
|  | Empate               |

## Fase final
Em itálico, os times que possuem o mando de campo no primeiro jogo do confronto e em negrito os times classificados.
|  | Semifinais 30 de outubro a 3 de novembro | Semifinais 30 de outubro a 3 de novembro | Semifinais 30 de outubro a 3 de novembro | Semifinais 30 de outubro a 3 de novembro |   |             | Final | Final |
|  |                                          |                                          |                                          |                                          |   |             |       |       |
|  | Centenário de Parelhas                   | 0                                        | 1                                        | 1                                        |   |             |       |       |
|  | Força e Luz                              | 5                                        | 3                                        | 8                                        |   |             |       |       |
|  | Força e Luz                              | 5                                        | 3                                        | 8                                        |   | Força e Luz | 1 (4) |       |
|  |                                          |                                          |                                          |                                          |   | Força e Luz | 1 (4) |       |
|  |                                          | Alecrim                                  | 1 (3)                                    |                                          |   |             |       |       |
|  | Atlético Potengi                         | Alecrim                                  | 1 (3)                                    | 0                                        | 0 | 0           |       |       |
|  | Atlético Potengi                         |                                          |                                          | 0                                        | 0 | 0           |       |       |
|  | Alecrim                                  | 2                                        | 3                                        | 5                                        |   |             |       |       |

### Semifinais

#### Jogos de Ida
| Quarta-feira, 30 de outubro | Centenário de Parelhas | 0 – 5             | Força e Luz                                                            | Marizão, Caicó                                |
| 16:00                       |                        | Súmula [ Borderô] | 10' Edson · 30' Felipe Macena · 62' Allyson · 81' Xilu · 86' Rogerinho | Árbitro: RN Zandick Gondim Alves Júnior (CBF) |

| Quarta-feira, 30 de outubro | Atlético Potengi | 0 – 2                | Alecrim                  | Nazarenão, Goianinha                       |
| 19:30                       |                  | [ Súmula] [ Borderô] | Wallace Sergipano · Tety | Árbitro: RN Tarcísio Flores da Silva (CBF) |

#### Jogos de Volta
| Domingo, 03 de novembro | Alecrim                       | 3 – 0          | Atlético Potengi | Arena das Dunas, Natal                                                                  |
| 15:00                   | Cleiton 47' · Adilio 66', 86' | Súmula Borderô |                  | Público: 400 pagantes Renda: R$ 4.700,00 Árbitro: RN Leonilson F. Trigueiro Filho (CBF) |

| Segunda-feira, 04 de novembro | Força e Luz                    | 3 – 1          | Centenário de Parelhas | Frasqueirão, Natal                                                        |
| 15:00                         | Histone 6' · Capacete 16', 43' | Súmula Borderô | 73' Ygor               | Público: 22 pagantes Renda: R$ 110,00 Árbitro: RN Leandro de Sales Barchz |

### Final

#### Jogo único
| Sábado, 9 de novembro | Alecrim   | 1 (3) – (4) 1     | Força e Luz | Frasqueirão, Natal                               |
| 15:00                 | Vitor 39' | Súmula [ Borderô] | Ronaldo 80' | Árbitro: RN Pablo Ramon Gonçalves Pinheiro (CBF) |

| Alecrim | Força e Luz |

## Premiação
| Campeonato Potiguar de Futebol Segunda Divisão 2019 |
| Rio Grande do Norte                                 |
| --------------------------------------------------- |
| Força e Luz Campeão (4° título)                     |